# Časová pásma na Novém Zélandu

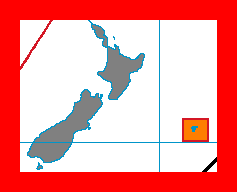
Nový Zéland s Chathamskými ostrovy; jejich pásmo je zvýrazněno

Časová pásma na Novém Zélandu pokrývají délkový rozsah 18°18', což odpovídá časovému rozdílu nejvýchodnějšího a nejzápadnějšího cípu území Nového Zélandu 1,22 hodiny, který je zákonem rozdělen do dvou standardních časových pásem. Sezónní změna času je zavedena.
Území patřící k Novozélandskému království – přidružené státy Cookovy ostrovy a Niue a závislé území Tokelau používají rozličná časová pásma podle vlastního rozhodnutí.

## Standardizovaný čas
Čas je na Novém Zélandu upraven zákonem 39 z roku 1974 (Time Act).
| Časové pásmo       | Standardní čas | Letní čas |
| ------------------ | -------------- | --------- |
| Nový Zéland        | UTC+12:00      | UTC+13:00 |
| Chathamské ostrovy | UTC+12:45      | UTC+13:45 |

### Hlavní ostrovy
Severní a Jižní ostrov, jakož i jim blízké ostrovy mají zákonem definovaný čas jako UTC+12:00 a nazývá se novozélandský standardní čas (anglicky New Zealand Standard Time – NZST).

### Chathamské ostrovy
Zákon definuje standardní čas na Chathamských ostrovech jako UTC+12:45 a nazývá se Chatham Standard Time (CHAST).

### Letní čas
Čas se sezónně posouvá o jednu hodinu dopředu. Zákon o čase z roku 1974 zmocňuje generálního guvernéra nařízením vyhlásit období, kdy se má dodržovat letní čas. K přechodu na něj dochází poslední zářijovou neděli v 02:00 a končí první dubnovou neděli v 03:00. Novozélandský letní čas (anglicky New Zealand Daylight Time – NZDT) je UTC+13:00 a letní čas Chathamských ostrovů (Chatham Island Daylight Time – CHADT) je UTC+13:45.
| Časové pásmo       | Standardní čas | Letní čas |
| ------------------ | -------------- | --------- |
| Tokelau            | UTC+13:00      | UTC+13:00 |
| Cookovy ostrovy    | UTC−10:00      | UTC−10:00 |
| Niue               | UTC−11:00      | UTC−11:00 |
| Rossova dependence | UTC+12:00      | UTC+13:00 |

### Cookovy ostrovy
Cookovy ostrovy jsou přidruženým státem Nového Zélandu a rozkládají se druhé straně mezinárodní datové hranice v časovém pásmu UTC−10:00 Sezónní změna času se neuplatňuje, a tak je časový rozdíl k Novému Zélandu 22 nebo 23 hodiny.

### Niue
Niue jsou přidruženým státem Nového Zélandu a rozkládá se na druhé straně mezinárodní datové hranice v časovém pásmu UTC−11:00. Sezónní změna času se neuplatňuje, a tak je časový rozdíl k Novému Zélandu 23 nebo 24 hodiny.

### Tokelau
Tokelau je závislé území Nového Zélandu a leží v časovém pásmu UTC+13:00. Sezónní změna času se neuplatňuje, a tak časový rozdíl k Novému Zélandu buď není, nebo je nebo jednu hodinu.

### Antarktická území
Novozélandský čas, včetně letního času, používá několik antarktických základen, které jsou zásobovány z Nového Zélandu (Rossova dependence, polární stanice McMurdo a polární stanice Amundsen–Scott). Proto na stanici Amundsen–Scott nastavují hodiny o hodinu vpřed během jižního léta, kdy je slunce neustále nad obzorem, oproti jižní zimě, kdy je slunce neustále pod obzorem. Mimořádná poloha základny znamená, že žádná případná úprava denního cyklu aktivit nemůže mít vliv na množství slunečního záření dopadajícího během těchto aktivit. Toto uspořádání však pravděpodobně činí komunikaci s Novým Zélandem v reálném čase praktičtější, zejména při úředním jednání.

## Měření

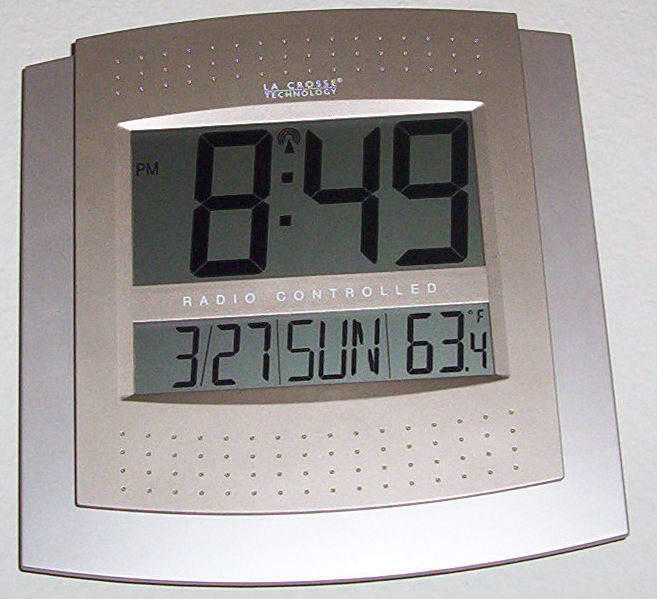
Použití atomových hodin, které dokážou měřit čas mimořádně přesně, vedlo k přijetí UTC a ten byl zapracován do novozélandského práva v roce 1974

V Novém Zélandu je za standardní čas odpovědná vládní Laboratoř měřených standardů (MSL). Novozélandský standardní čas je odvozován od koordinovaného světového času (UTC) a má přesnost v rozmezí 200 nanosekund, za kterou odpovídá Mezinárodní úřad pro váhy a míry v Paříži.
Informace o přesném čase jsou šířeny různými prostředky, včetně časových znamení vysílaných na rádiu Nový Zéland, po telefonu a pomocí síťového časového protokolu.

## Dějiny
Nový Zéland oficiálně zavedl standardní čas 2. listopadu 1868 jako první stát na světě. Druhý stát tak předstihl o patnáct let.  Z obav, aby se příliš nelišil od slunečního času, který se uplatňoval do té doby, byl čas prvního, hlavního, pásma  stanoven k východní délce 172°30′, tedy posunut oproti Greenwichskému střednímu času (GMT) o 11½ hodiny.  Tento čas byl znám jako novozélandský střední čas (New Zealand Mean Time – NZMT). Ze stejné zásady se vycházelo i pro ostatní území v novozélandské správě. Pro Chathamské ostrovy, na nichž platilo druhé pásmo, se stanovil čas předcházející pevninský Nový Zéland o 45 minut, neboli 12 hodin a 15 minut před Greenwichským středním časem.
Počínaje rokem 1909 předkládal člen parlamentu Thomas Kay Sidey každoročně návrh zákona na posunutí hodin o hodinu od září do následujícího března a zákon o letním čase (Summer Time Act) v roce 1927 uspěl. Od první listopadové neděle 1927 do první březnové neděle 1928 byly hodiny posunuty o hodinu. Posun nebyl populární, takže ho zákon o letním čase z roku 1928 zkrátil na půlhodinu od druhé říjnové neděle 1928 do třetí březnové neděle 1929. Tyto přechody ustanovil trvalými následný zákon o letním čase z roku 1929. V roce 1933 byla sezóna prodloužena vymezením její platnosti od první zářijové neděle do poslední dubnové neděle. Sezóny takto probíhaly až do druhé světové války, kdy nouzové předpisy v roce 1941 rozšířily platnost letního času na celý rok. Tato změna se stala trvalou od roku 1946 na základě zákona (Standard Time Act) z roku 1945, který jako standardní stanovil čas ke 180. poledníku (GMT+12) a ukončil přechody na letní čas. NZST tak předcházel NZMT o půl hodiny a rozdíl 45 minut k druhému pásmu platnému na Chathamských ostrovech zůstal zachován.

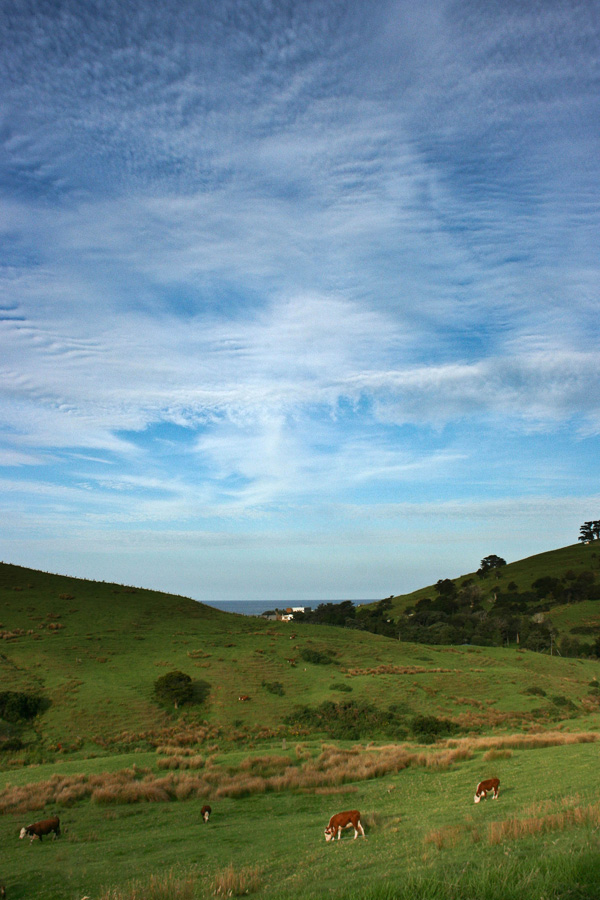
Nejsilnější opozice vůči DST tradičně pochází ze strany chovatelů mléka kvůli narušování a zkracování pracovní doby

Koncem čtyřicátých let byly vyvinuty atomové hodiny a několik laboratoří začalo s měřením atomového času. Dosavadní GMT nahradil v roce 1972 celosvětově nový standard času známý jako koordinovaný světový čas (UTC). Ten vychází z měření na atomových hodinách a je pravidelně aktualizován v souladu s časovými změnami v rotaci Země přidáním nebo odstraněním sekund (tzv. přestupné sekundy). Tuto skutečnost reflektoval nový zákon o čase z roku 1974.
V roce 1985 provedlo ministerstvo vnitra komplexní průzkum. Byly zkoumány postoje veřejnosti k letnímu času a jeho vlivům na práci, rekreaci a na konkrétní skupiny lidí ve společnosti. Průzkum ukázal, že 76,2 % populace si přálo v letním čase pokračovat nebo dokonce sezónu prodloužit. Průzkum také dospěl k závěru, že názory na toto téma se mezi pohlavími jen málo liší a že podpora NZDT je obecně vyšší v městských aglomeracích. Ve zkoumaných oblastech byla podpora zkrácení či zrušení NZDT vždy v menšině. Letní čas byl po několik let ignorován malou severní mlékárenskou komunitou Ararua. V důsledku průzkumu a dalších zpětných vazeb od veřejnosti přikázal v roce 1988 ministr vnitra, aby se na zkoušku prodloužilo období letního času od druhé říjnové neděle 1989 do třetí březnové neděle 1990. Ministr vyzval veřejnost, aby mu napsala svůj názor na pětitýdenní prodloužení. Následujícího roku se začátek sezóny opět posunul na první říjnovou neděli.
V roce 2011 posunulo novozélandské závislé území Tokelau své časové pásmo dopředu o 24 hodin a vynechalo 30. prosince.